# Райнгард Лібуда
Райнгард «Стен» Лібуда (нім. Reinhard „Stan“ Libuda, 10 жовтня 1943, Лемго — 25 серпня 1996, Гельзенкірхен) — західнонімецький футболіст, що грав на позиції нападника.
Виступав, зокрема, за «Шальке 04», з яким виграв Кубок ФРН, та «Боруссію» (Дортмунд), ставши з нею володарем Кубка кубків, а також національну збірну ФРН, у складі якої став бронзовим призером чемпіонату світу 1970 року.

## Клубна кар'єра
Райнгард Лібуда народився 10 жовтня 1943 року у Вендлінгхаузені (нині входить до громади Дерентруп), куди сім'я Лібуди переїхала під час Другої світової війни. Після закінчення війни сім'я повернулася до Гельзенкірхена і жила в робітничому районі Бісмарк. У 1952 році батько записав Райнгарда до академії ФК «Шальке 04».
У серпні 1962 року Лібуда дебютував за першу команду «Шальке» у Західній Оберлізі, одному з кількох вищих дивізіонів країни на той момент, де швидко став основним гравцем. Тому коли наступного 1963 року була створена єдина Бундесліга, Лібуда став одним з найкращих правих вінгерів турніру і швидко став улюбленцем вболівальників «Шальке».
Коли «Шальке» став останнім у Бундеслізі в 1965 році і вилетів з вищого дивізіону, Лібуда вирішив перейти до дортмундської «Борусії», щоб мати можливість продовжувати виступати в Бундеслізі і не змінювати місце проживання, залишившись і ті самій міській агломерації. Саме виступаючи за нову команду Лібуда забив свій найвідоміший гол: 5 травня 1966 року він забив у ворота «Ліверпуля» (2:1) в фіналі Кубка володарів кубків. Цей мяч, забитий у екстратаймі, став переможним, забезпечивши тим самим дортмундцям трофей, який став першим для німецьких клубів у цьому турнірі.
У 1968 році Лібуда повернувся до рідного «Шальке», де став капітаном команди. У складі зібрались такі зірки як Норберт Нігбур, Клаус Фіхтель, Клаус Фішер, та брати-близнюки Ервін та Гельмут Кремерси, завдяки чому вони перетворилася на серйозного претендента на титул. У сезоні 1971/72 команда показала найкращий результат за останні роки, ставши віце-чемпіоном ФРН та вигравши Кубок країни. Втім продовжити успіх команда не змогла, опинившись того ж року в епіцентрі скандалу з договірними матчами Бундесліги. В результаті ряд гравців команди отримали різні покарання, а Лібуду 30 вересня 1972 року довічно відсторонили від футболу в німецьких лігах і додатково оштрафували на 2 300 німецьких марок. В результаті Райнгард змушений був покинути країну і у сезоні 1972/73 грав за французький «Страсбур», де, втім, не закріпився в основі і незабаром повернувся додому. 
У січні 1974 року з футболіста була знята дискваліфікація і він знову став грати за «Шальке 04», але повернутись на колишній рівень не зумів і 1975 року завершив ігрову кар'єру. Всього в Бундеслізі за «Шальке 04» і дортмундську «Боруссію» зіграв 264 матчі і забив 28 м'ячів.

## Виступи за збірну
28 вересня 1963 року дебютував в офіційних матчах у складі національної збірної ФРН в товариській грі проти Туреччини (3:0).
22 жовтня 1969 року у грі проти Шотландії (3:2) Лібуда забив переможний гол, який забезпечив німцям кваліфікацію на чемпіонат світу 1970 року у Мексиці. На самому «мундіалі» Райнгард пропустив дебютний матч проти Марокко (2:1), але у другому проти Болгарії (5:2) забив перший гол своєї команди, заробив пенальті, яке пробив Мюллер, а також асистував ще у двох голах, завдяки чому команда достроково вийшла з групи. Після гри тренер Болгарії Стефан Божков сказав, що його захисники зазнали невдачі через Лібуду, оскільки «цю людину можна зупинити лише рушницею». Надалі Лібуда зіграв в усіх матчах своєї команди на турнірі, включаючи так звану гру століття проти Італії (3:4 після додаткового часу) та виграний матч за 3-тє місце з Уругваєм (1:0). За бронзові медалі разом з усіма гравцями був нагороджений срібним лавровим листом.
Загалом протягом кар'єри у національній команді, яка тривала 9 років, провів у її формі 26 матчів, забивши 3 голи.

## Статистика
| Клуб                  | Сезон                 | Ліга                  | Ліга | Ліга  | Кубок | Кубок | Єврокубки | Єврокубки | Всього | Всього |
| Клуб                  | Сезон                 | Дивізіон              | Ігор | Голів | Ігор  | Голів | Ігор      | Голів     | Ігор   | Голів  |
| --------------------- | --------------------- | --------------------- | ---- | ----- | ----- | ----- | --------- | --------- | ------ | ------ |
| «Шальке 04»           | 1961–62               | Оберліга Захід        | 0    | 0     | 3     | 0     | —         | —         | 3      | 0      |
| «Шальке 04»           | 1962–63               | Оберліга Захід        | 25   | 8     | 1+4   | 1+2   | —         | —         | 30     | 11     |
| «Шальке 04»           | 1963–64               | Бундесліга            | 27   | 4     | 2     | 0     | —         | —         | 29     | 4      |
| «Шальке 04»           | 1964–65               | Бундесліга            | 24   | 3     | 3     | 0     | —         | —         | 27     | 3      |
| «Шальке 04»           | Всього                | Всього                | 76   | 15    | 9     | 1     | 4         | 2         | 89     | 18     |
| «Боруссія» (Дортмунд) | 1965–66               | Бундесліга            | 30   | 3     | 0     | 0     | 9         | 1         | 39     | 4      |
| «Боруссія» (Дортмунд) | 1966–67               | Бундесліга            | 22   | 2     | 0     | 0     | 1         | 0         | 23     | 2      |
| «Боруссія» (Дортмунд) | 1967–68               | Бундесліга            | 22   | 3     | 1     | 1     | —         | —         | 23     | 4      |
| «Боруссія» (Дортмунд) | Всього                | Всього                | 74   | 8     | 1     | 1     | 10        | 1         | 85     | 10     |
| «Шальке 04»           | 1968–69               | Бундесліга            | 32   | 5     | 5     | 0     | —         | —         | 37     | 5      |
| «Шальке 04»           | 1969–70               | Бундесліга            | 31   | 0     | 3     | 2     | 7         | 3         | 41     | 5      |
| «Шальке 04»           | 1970–71               | Бундесліга            | 31   | 5     | 5     | 1     | —         | —         | 36     | 6      |
| «Шальке 04»           | 1971–72               | Бундесліга            | 30   | 3     | 9     | 0     | —         | —         | 39     | 3      |
| «Шальке 04»           | Всього                | Всього                | 124  | 13    | 22    | 3     | 7         | 3         | 153    | 19     |
| «Страсбур»            | 1972–73               | Дивізіон 1            | 15   | 3     | 0     | 0     | —         | —         | 15     | 3      |
| «Шальке 04»           | 1973–74               | Бундесліга            | 10   | 0     | 0     | 0     | —         | —         | 10     | 0      |
| «Шальке 04»           | 1974–75               | Бундесліга            | 5    | 0     | 1     | 0     | —         | —         | 6      | 0      |
| «Шальке 04»           | Всього                | Всього                | 15   | 0     | 1     | 0     | —         | —         | 16     | 0      |
| Всього за «Шальке 04» | Всього за «Шальке 04» | Всього за «Шальке 04» | 215  | 28    | 36    | 6     | 7         | 3         | 258    | 37     |
| Загалом               | Загалом               | Загалом               | 304  | 39    | 37    | 7     | 17        | 4         | 358    | 50     |

| ФРН    | ФРН  | ФРН   |
| Рік    | Ігор | Голів |
| ------ | ---- | ----- |
| 1963   | 3    | 0     |
| 1964   | 3    | 0     |
| 1965   | 1    | 0     |
| 1966   | 0    | 0     |
| 1967   | 2    | 1     |
| 1968   | 0    | 0     |
| 1969   | 4    | 1     |
| 1970   | 11   | 1     |
| 1971   | 2    | 0     |
| Всього | 26   | 3     |

## Титули і досягнення
- Володар Кубка Німеччини (1):

«Шальке 04»: 1971–72
- Володар Кубка Кубків УЄФА (1):

«Боруссія» (Дортмунд): 1965–66
- Бронзовий призер чемпіонату світу: 1970

## Стиль гри
Лібуда був не тільки спритним і швидким, але й з надзвичайно якісним дриблінгом. Своє прізвисько «Стен» він отримав на честь легендарного англійського футболіста Сера Стенлі Метьюза, який теж був правим вінгером і винайшов легендарний фінт Метьюза (гравець спочатку внутрішньою стороною стопи підбирає м'яч під себе, після чого зовнішньою стороною різко відводить убік, обходячи захисника), яким Лібуда теж навчився ідеально володіти.
Здатність Лібуди контролювати м'яч була легендарною. Так в 1960-х роках на плакаті з написом «Ніхто не може пройти повз Бога», який рекламував релігійну подію, нібито було дописано невідомим шанувальником «… крім Стена Лібуди». Ця фраза стала популярною у клубі і мюзикл 2004 року про команду вийшов саме під цією назвою.

## Подальше життя
По завершенні ігрової кар'єри життя Лібуди погіршилось. Після розлучення зі своєю дружиною, від якої у нього народився син, Райнгард довгий час жив замкнутим і залежав від допомоги по безробіттю. Оскільки він покинув навчання на машиніста на користь своєї футбольної кар'єри, він довго не міг знайти роботу, перш ніж влаштувався в Thomas Group, компанію з обробки паперу в Гаверкампі, за допомогою його колишнього партнера по команді Рольфа Рюссмана. Кілька років потому він працював у тютюновій крамниці в районі Курт-Шумахер-Штрассе в Шальке, яку він отримав від іншого футболіста Ернста Куцорри і яку згодом передав Гайнцу ван Гарену, нідерландцю, з яким також разом грав у «Шальке».
Помер 25 серпня 1996 року на 53-му році життя у місті Гельзенкірхен після інсульту, ставши першим гравцем команди з гри століття 1970 року, який пішов і життя. Похований на Східному кладовищі в Гельзенкірхені.